# Черепова
Черепо́ва — село в Україні, у Хмельницькій міській громаді Хмельницького району Хмельницької області. Населення становить 431 особу.

## Історія
Село Черепова порівняно молоде. Йому не більше 150-200 років. На цій території ремісники-кустарі почали виготовляти черепицю та цеглу. Так невеличке село стало носити назву Черепова.
Існує ще й інше припущення. В 1948 році в центрі села виявлено велику братську могилу. В могилі знайдено лише черепи. По архівних документах, на території сучасних сіл Черепова та Черепівка в період Київської Русі існували досить великі на той час села. Татаро-монгольські загарбники, вдершись на територію Київської Русі, спалили ці села, а їхнім жителям повідрубували голови та насипали з них велику піраміду. Пізніше ці голови були захоронені у великій могилі. Села перестали існувати. Через декілька століть на місці колишнього села виникло знову поселення, яке стали називати «Черепова».
Слід думати, що причинами назви села могли бути як наявність гончарів-кустарів, так і викопні рештки людей та посуду.   
До 1861 року жителі села Черепова були кріпаками пана, який жив у селі Юхимівці за 16 км від села Черепова. Люди в селі жили дуже вбого, наймитували, займались землеробством, гончарство, кустарним виробництвом черепиці та цегли.
100 років тому в селі була однокласна церковно-приходська школа, а пізніше трикласна з одним учителем на все село.
Після перемоги радянської влади на селі селяни одержали землю, розпочалось відносно мирне життя. В 1929 році була утворена сільськогосподарська артіль-комуна «Сонце правди» та артіль «Червоний орач». На базі двох артілей була створена єдина артіль «Нове життя».
Перша комсомольська організація була утворена в 1933 році. В 1934 році була утворена перша партійна група в складі 4 членів ВКП(б). В 1935 році в селі було відкрито дитячі ясла на 40 місць.
6 липня 1941 року село було окуповане німецько-нацистськими загарбниками. Вся молодь була вивезена до Німеччини (130 хлопців та дівчат). 22 березня 1944 року село було звільнене.
Після війни артіль «Нове життя» було перейменовано в артіль імені Андрєєва, пізніше в «Зоря комунізму». В липні 1963 року артілі присвоєно ім’я «Н. К. Крупської».
Державних підприємств, автобусного та залізничного сполучення з іншими населеними пунктами не було.
В 1961 році була відкрита 8-річна школа в якій навчалось 160 учнів.

## Інфраструктура
Тепер в селі працюють:
- поштове відділення (пров. Центральний, 2)
- медичний пункт
- сільський клуб (пров. Центральний)
- ЗОШ І-II ступенів (вул. Центральна)
- два магазини

Також у Череповій є дерев'яна Троїцька церква, збудована у 1880 році. Належить до пам'яток архітектури місцевого значення. Церквою користується православна громада московського патріархату.

## Населення

### Мова
Розподіл населення за рідною мовою за даними перепису 2001 року:
| Мова       | Кількість | Відсоток |
| ---------- | --------- | -------- |
| українська | 427       | 99.07%   |
| російська  | 4         | 0.93%    |
| Усього     | 431       | 100%     |

## Галерея

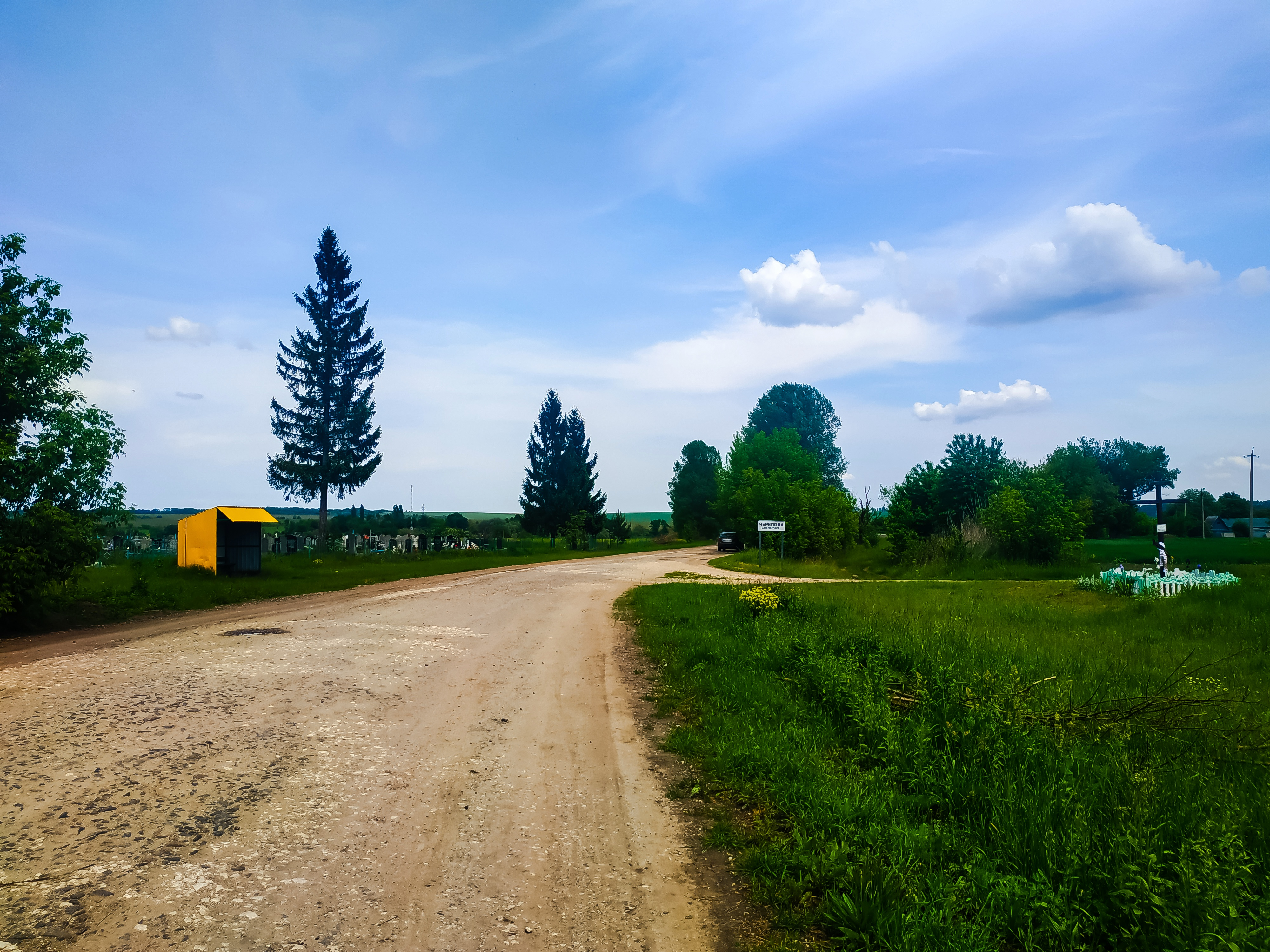
В'їзд у село Черепова
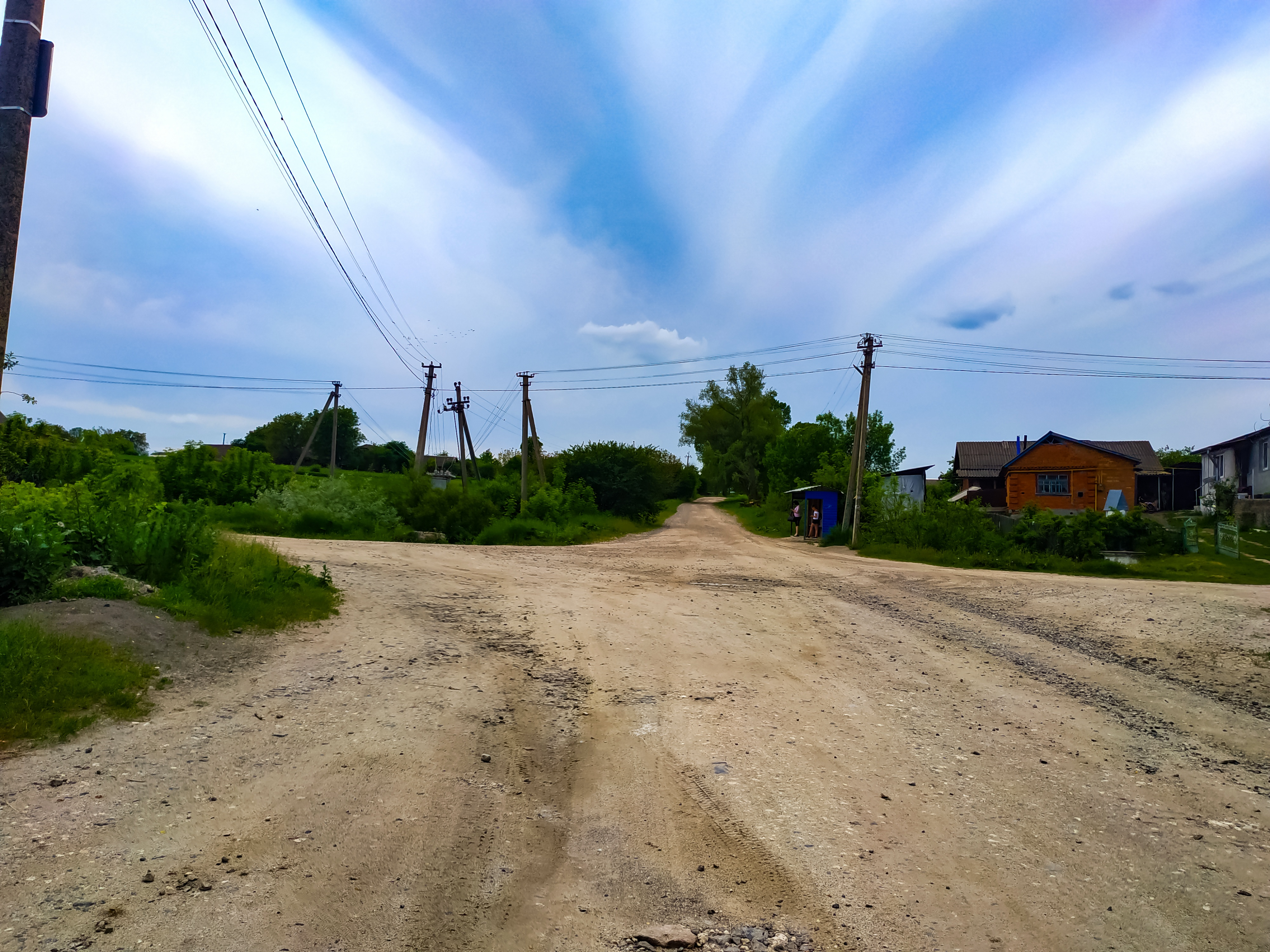
Центральна вулиця села
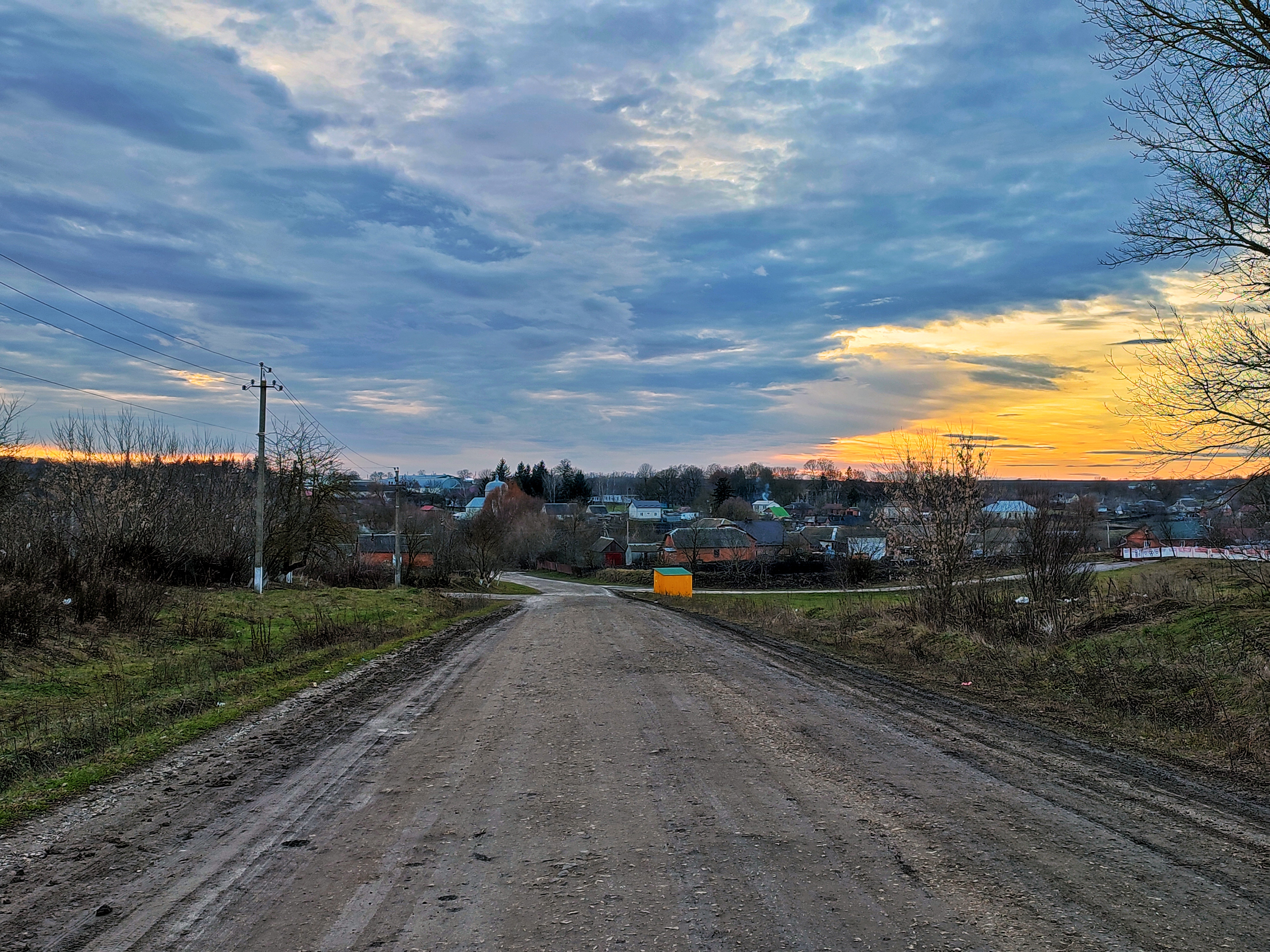
Центральна вулиця села
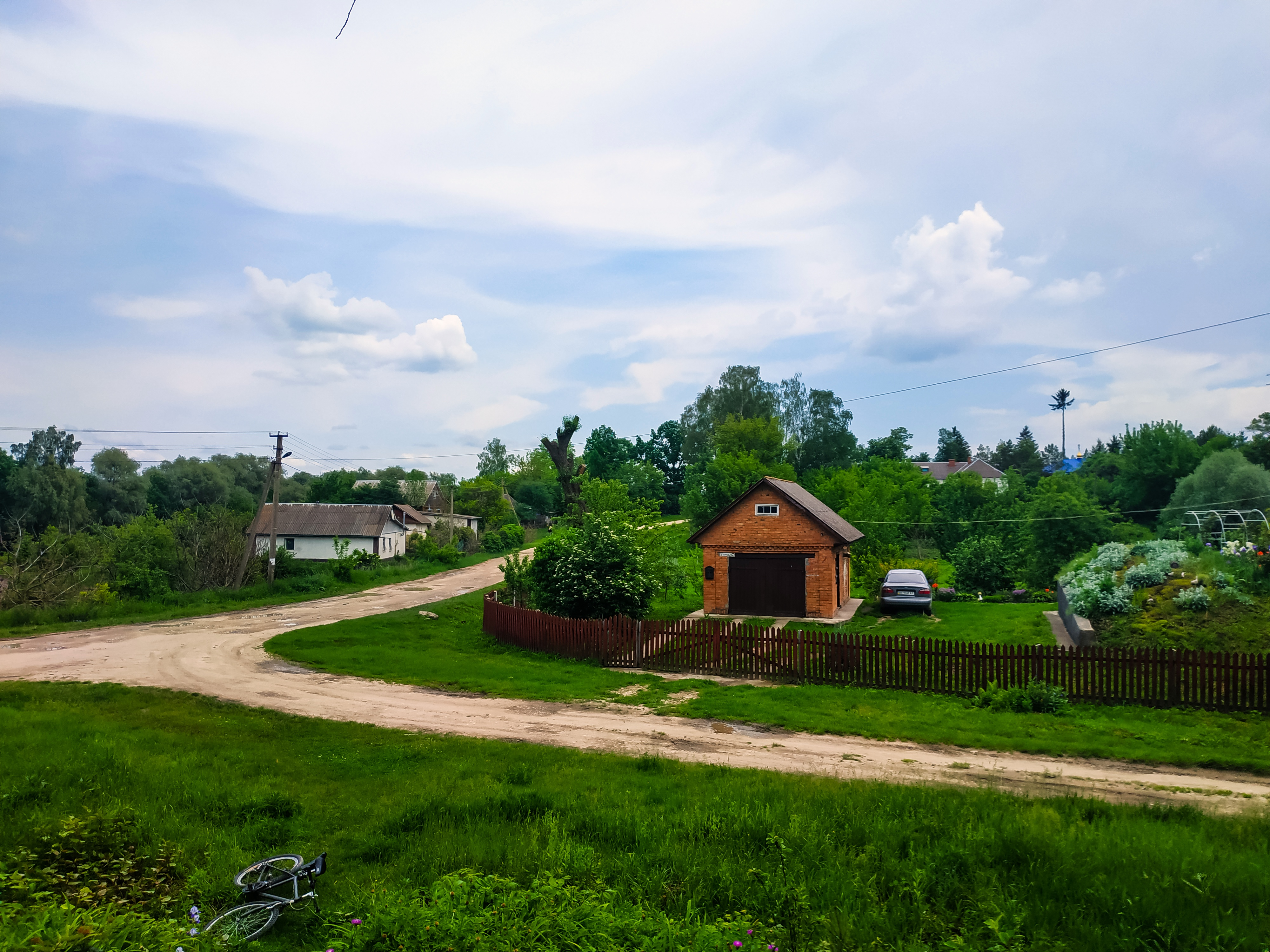
Черепова
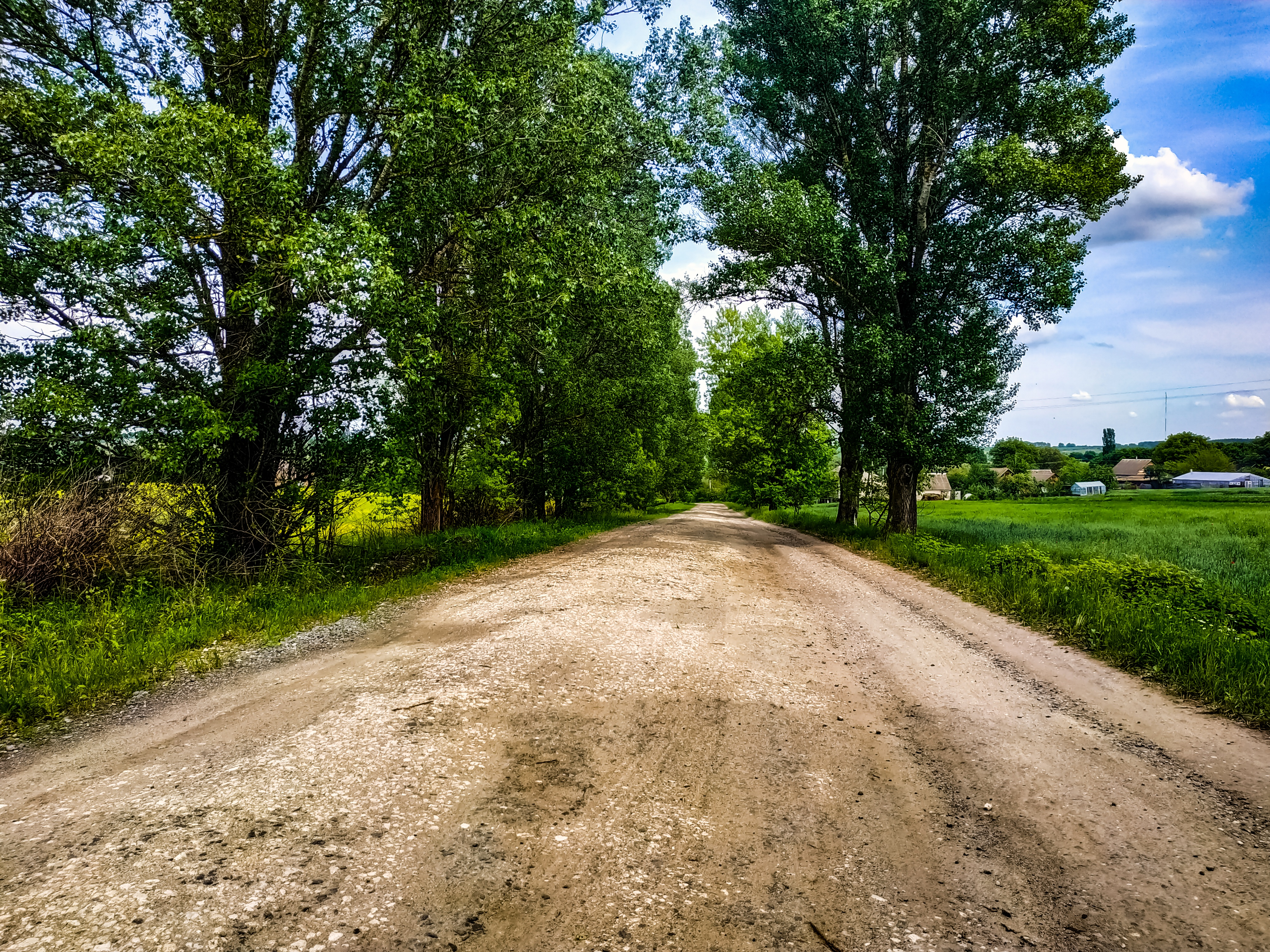
Дорога в Череповій
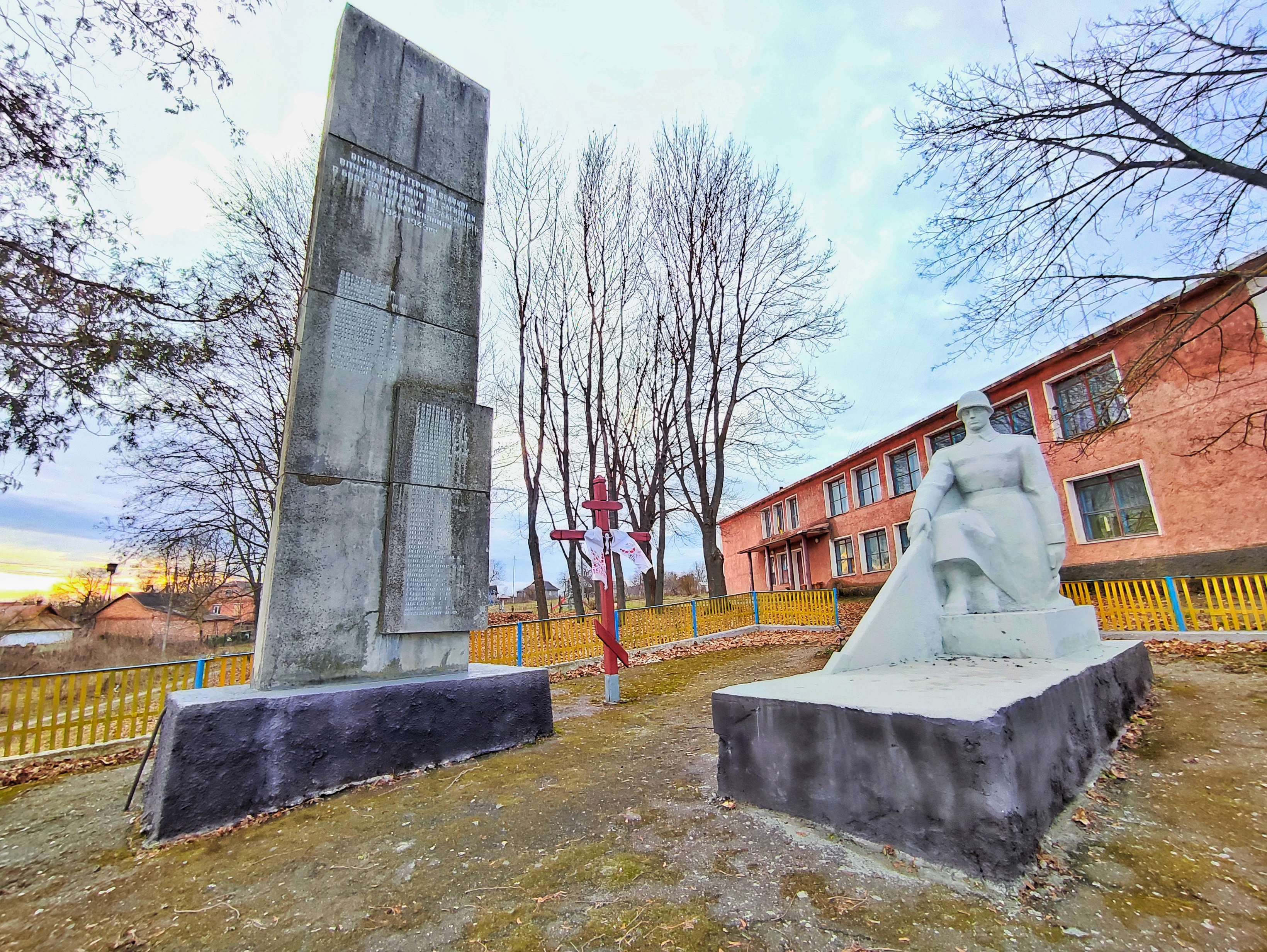
Меморіал на честь воїнів-односельчан
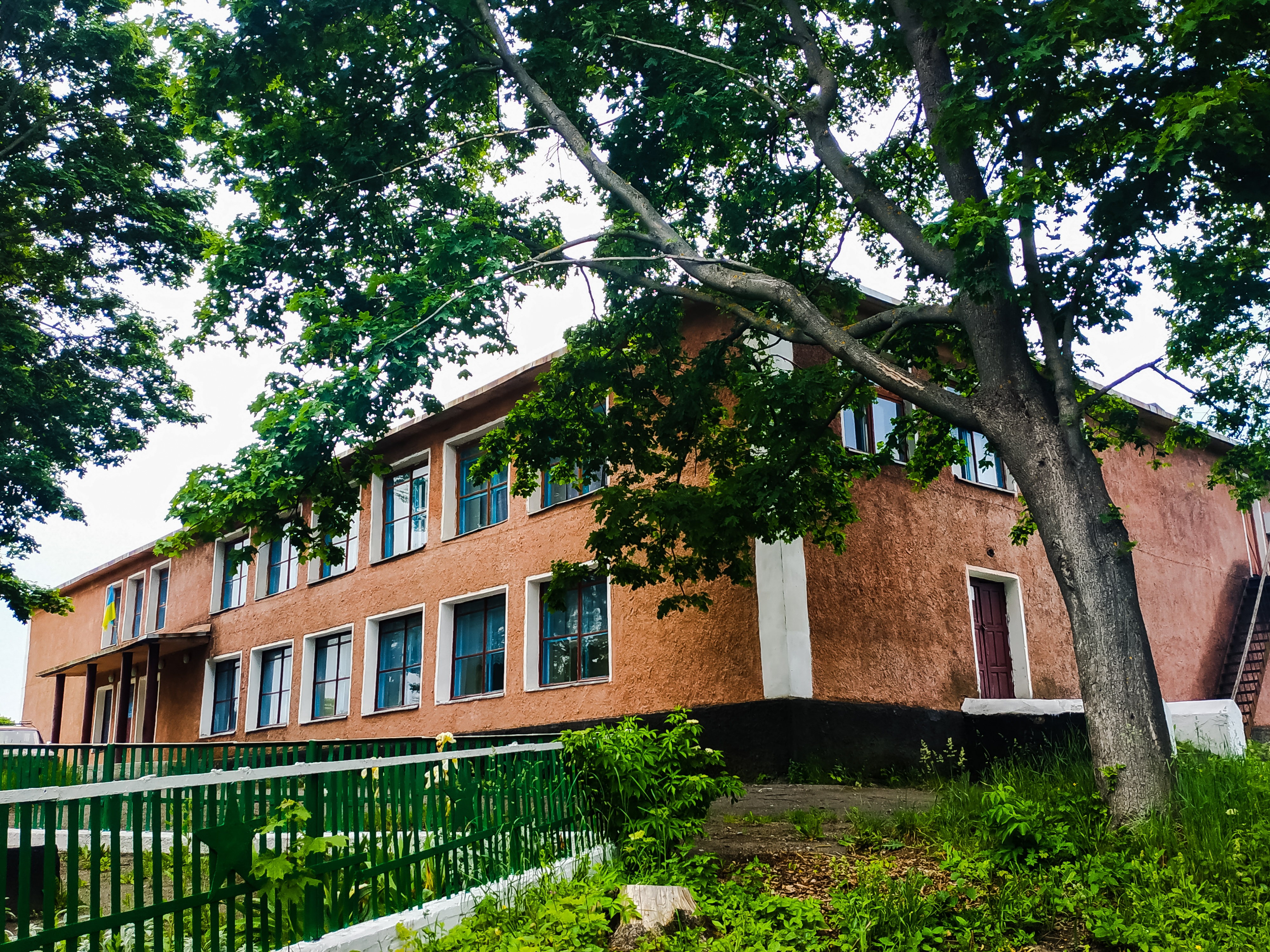
Пошта та будинок культури
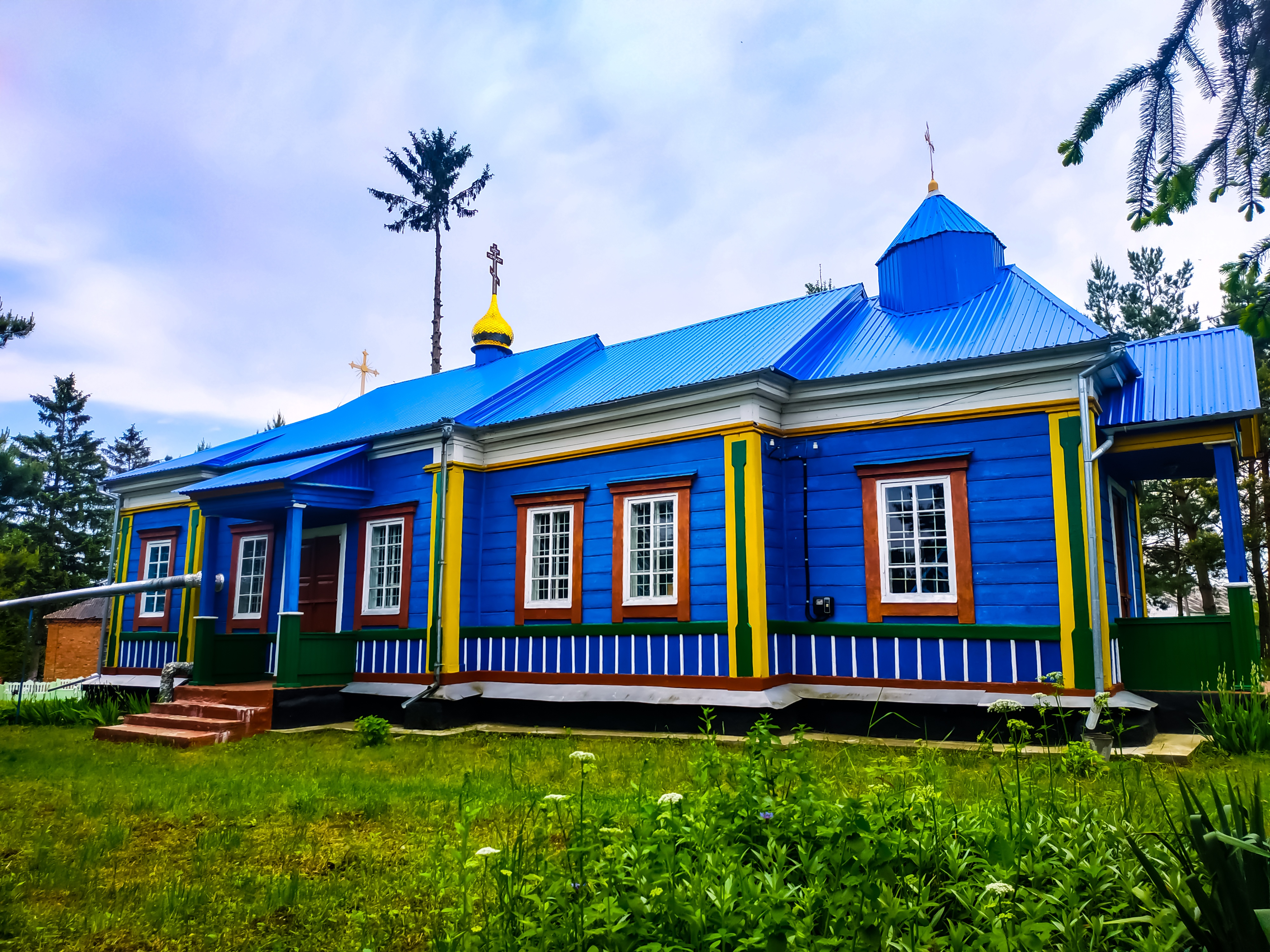
Троїцька церква
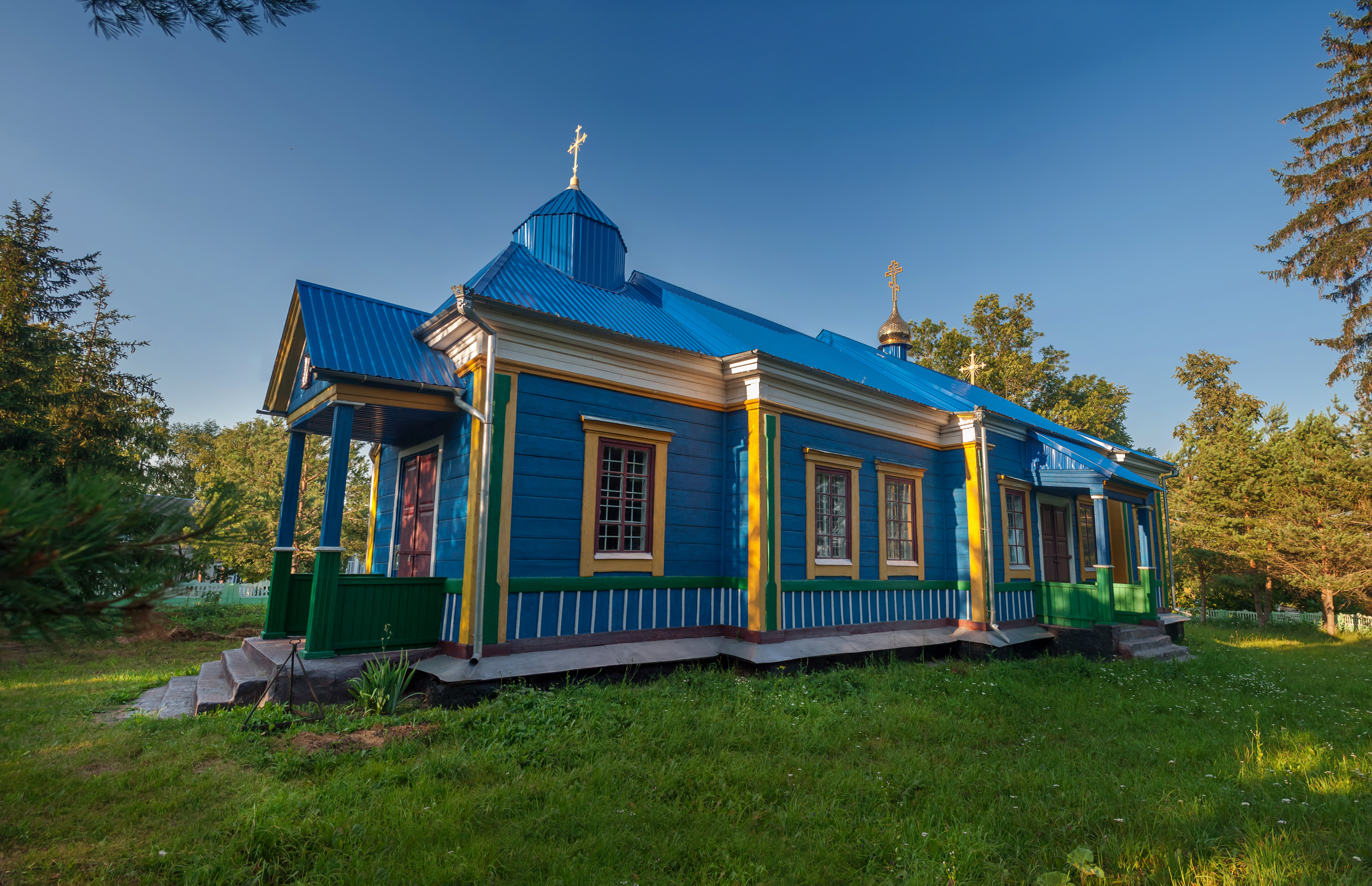
Троїцька церква
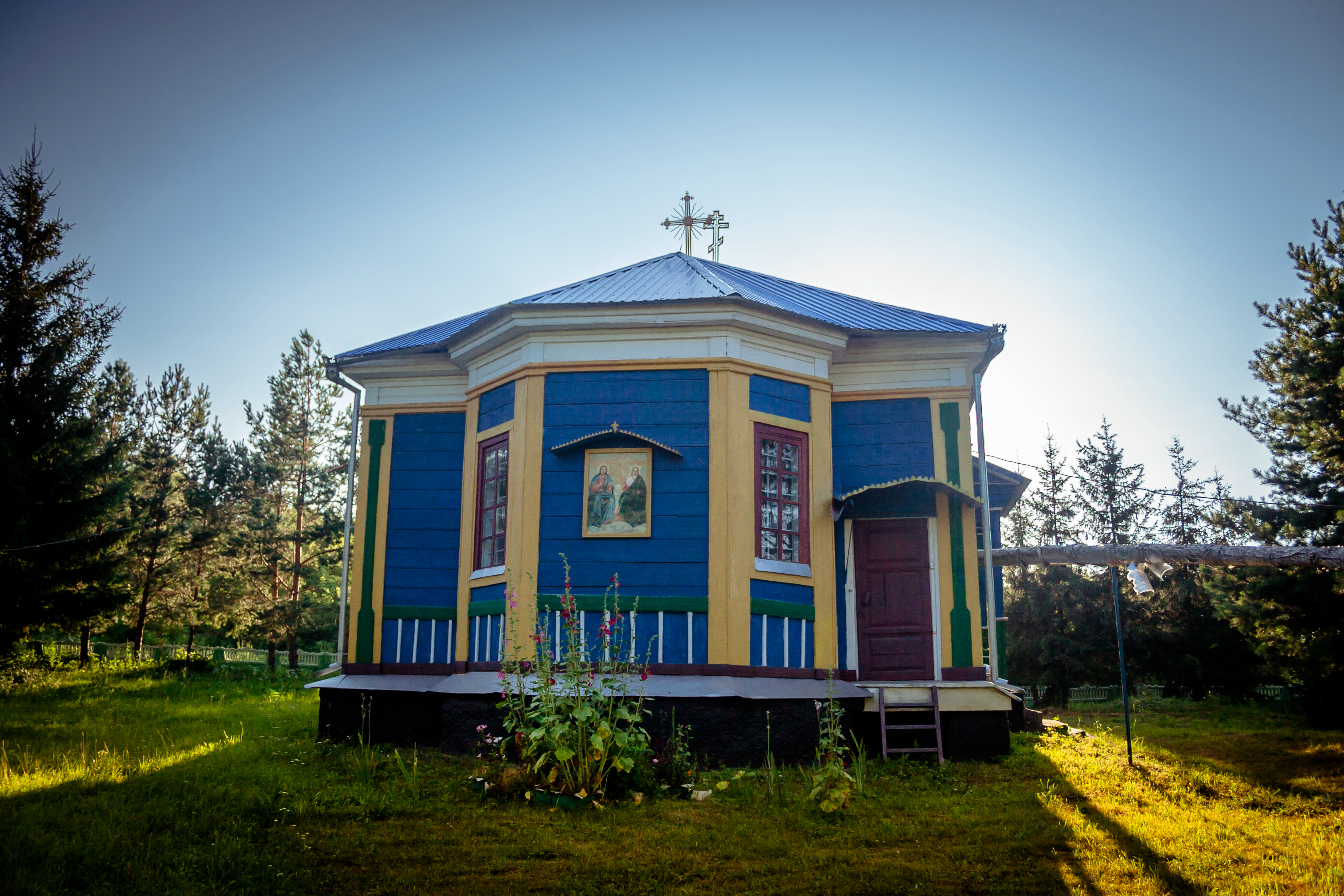
Троїцька церква
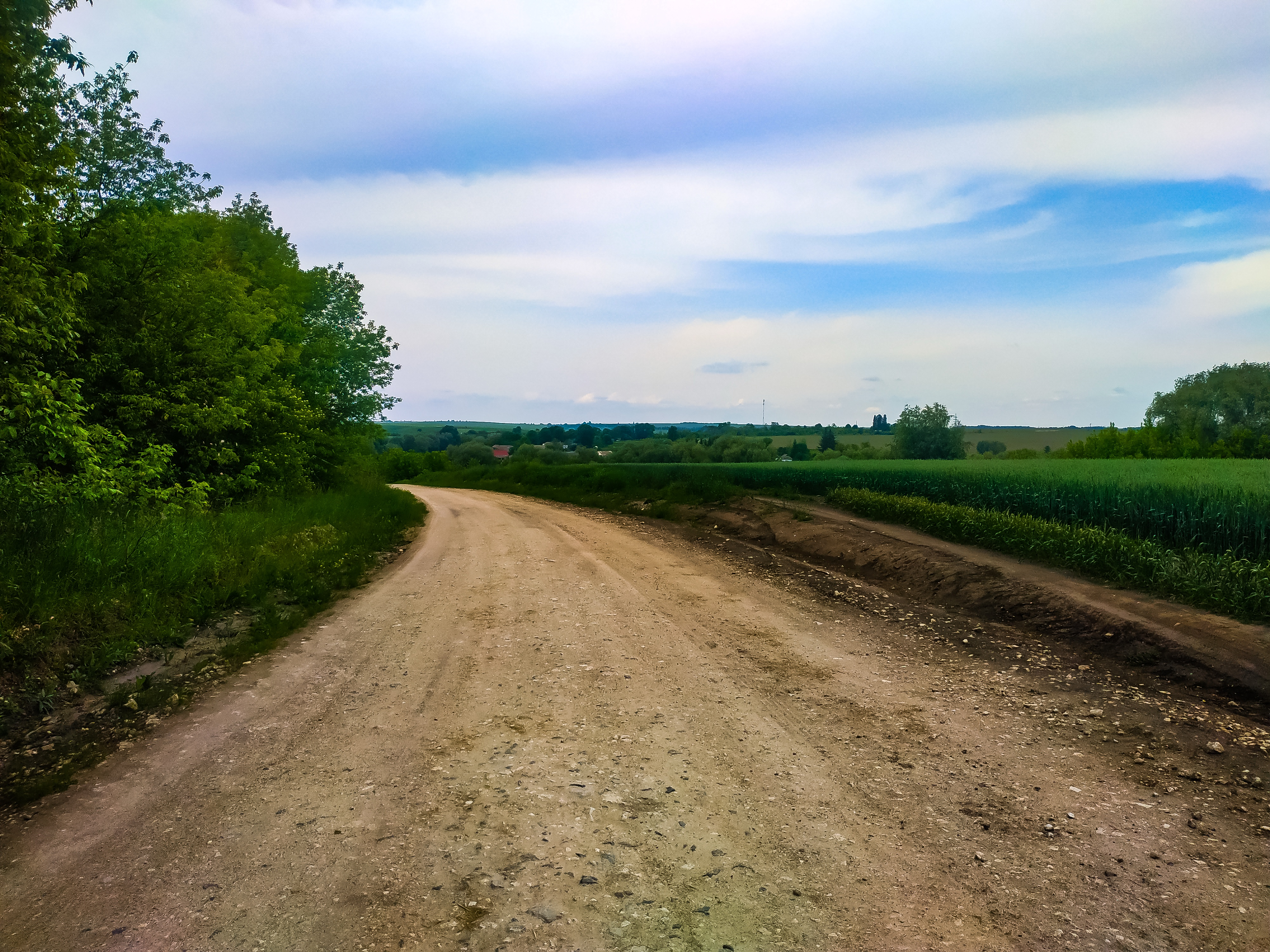
Околиці села
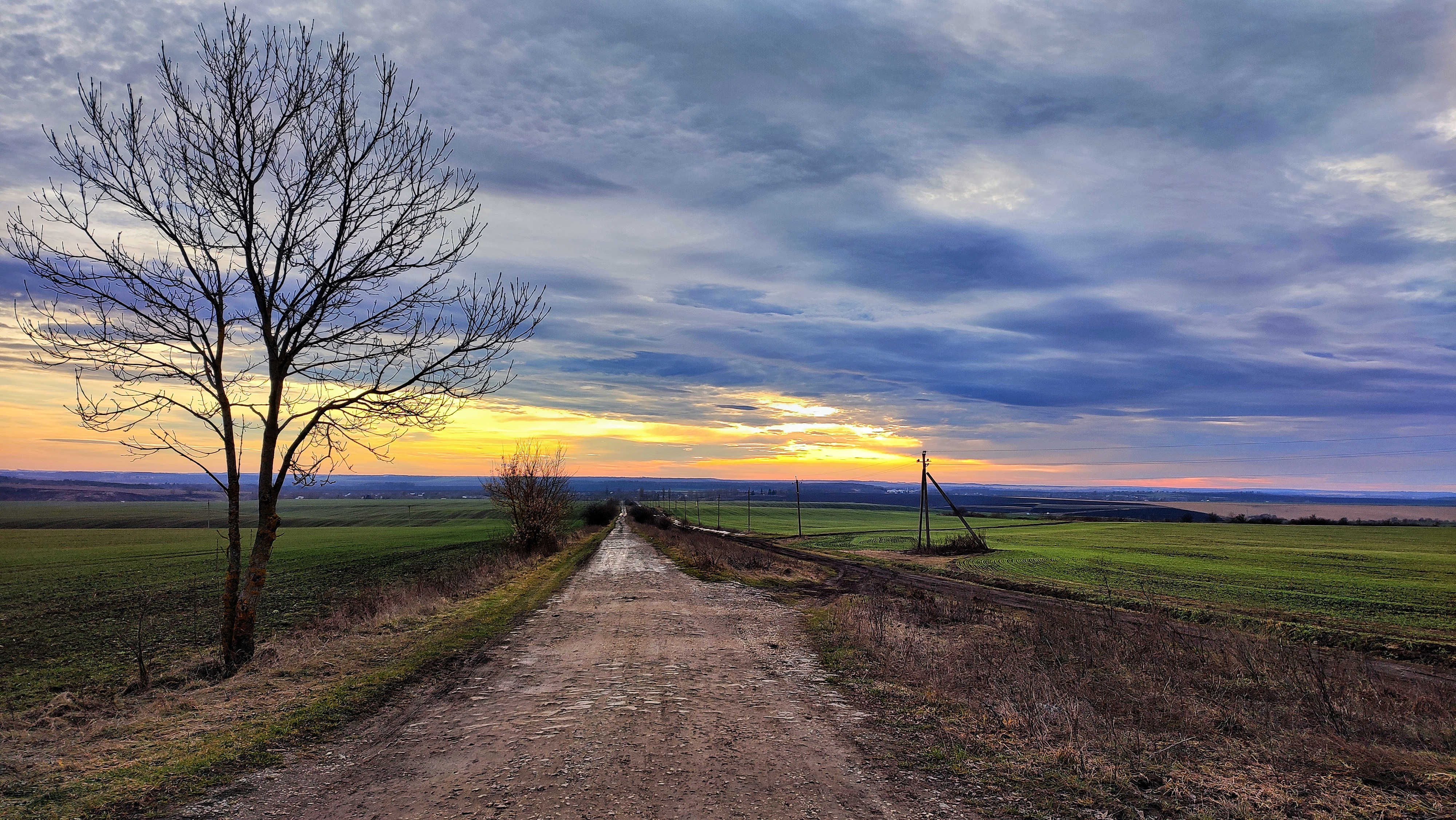
Околиці села взимку